# Siemiennikowo (Kraj Krasnojarski)
Siemiennikowo (ros. Семенниково) – wieś (sieło) w Rosji, w Kraju Krasnojarskim, w rejonie jermakowskim. W 2010 liczyła 1155 mieszkańców.